# Зайцев, Андрей Кириллович
Андрей Кириллович Зайцев (13 сентября 1946, Калуга — 26 мая 2015, Москва) — российский учёный в области социальных наук, доктор философских наук, профессор. В 1991 году — Президент Российского общества социологов.

## Биография
Окончил факультет иностранных языков Калужского государственного педагогического института им. К. Э. Циолковского по специальности «учитель английского языка» (1970). Работал на Калужском электромеханическом заводе (сборщиком в 1964—1967, секретарём комитета ВЛКСМ в 1967—1969), инструктором, заведующим кабинетом Калужского обкома ВЛКСМ (1969—1970).
Впервые Зайцев заинтересовался социологией в ноябре 1967 года на вечере журнала «Молодость» с социологом В. Б. Ольшанским. Выбор будущей профессии он сделал в 1969 году, участвуя в деятельности Общественного социологического центра при Калужском обкоме комсомола. В работе центра принимали участие многие калужские учёные: Д. М. Гришин, Л. А. Данилевская, Г. А. Малинин, Д. И. Поспехов, П. В. Снесаревский, А. Н. Терентьев, студенты калужского филиала МВТУ имени Н. Э. Баумана, КГПИ имени К. Э. Циолковского, комсомольские активисты, заводские социологи.
Вернувшись в 1970 году на Калужский электромеханический завод уже в качестве социолога, Зайцев сформировал на предприятии социологическое подразделение. Основными направлениями работы являлись: социальное планирование, разработка и реализация научных рекомендаций в кадровой сфере, изучение особенностей управления предприятием, агитационно-просветительская деятельность, проведение исследований. Производственные командировки позволили Зайцеву изучить передовую практику по организации социологических служб на предприятиях разных регионов страны.
На базе накопленного опыта и наблюдений за работой коллег у Зайцева сформировалось собственное представление о комплексной социологической службе предприятия, собран исследовательский и практический материал. Для реализации своих научных идей он в конце 1972 года при содействии одного из ведущих заводских социологов В. Г. Подмаркова поступил в аспирантуру Московского института управления имени Серго Орджоникидзе на специальность «исторический и диалектический материализм». Во время учёбы участвовал во многих социологических проектах института, сотрудничал с рядом ведущих социологов, ездил с командировками в Сибирь, на Урал и Кавказ. В июне 1976 года защитил в МГУ диссертацию «Планирование социального развития коллектива: трудовой коллектив, социолог, социальное планирование» по специальности «научный коммунизм» на соискание степени кандидата философских наук. Научным руководителем был доктор философских наук, профессор кафедры научного коммунизма Московского государственного университета Б. В. Князев.
В 1976—1977 годах А. К. Зайцев работал младшим научным сотрудников в «Союзморниипроект» (головной институт морского транспорта), г. Москва.
По предложению доктора философских наук, профессора В. Н. Иванова в 1977 году Зайцев приглашён на работу в КамАЗ в качестве начальника отдела социологических исследований. Этот крупнейший автомобильный завод бурно развивался. Социальные вопросы в коллективе имели и большую значимость, и большие масштабы. А. К. Зайцеву удалось выстроить мощную социологическую службу, увеличив штатную численность социологов с 11 до порядка 80, обеспечить научное сопровождение решения актуальных вопросов социального развития предприятий КамАЗа. Так как сложившейся системы подготовки специалистов в области социологии ещё не было и приглашать их было неоткуда, то Зайцевым была создана система обучения заводских социологов, начиная с основ профессии.
С 1984 по 1986 годы А. К. Зайцев занимал должность заместителя директора по кадрам и социальному развитию костромского завода «Мотордеталь» (заводе-спутнике КамАЗа), где продолжил разработку и реализацию социальных технологий. В 1986 году вернулся в Калугу и после непродолжительной работы на Калужском заводе телеграфной аппаратуры, был приглашён ректором КГПИ им. К. Э. Циолковского М. А. Касаткиным в качестве старшего преподавателя на кафедру философии и политэкономии.
1987 год стал для Зайцева знаменательным. В его начале Зайцев избран заведующим кафедрой философии и политэкономии КГПИ им. К. Э. Циолковского (с 1992 года — кафедры философии и социологии), чуть позже успешно защитил докторскую диссертацию «Формирование коллектива производственного объединения (на примере КамАЗа)» по специальности «прикладная социология» на соискание учёной степени доктора философских наук. Научное консультирование по докторской диссертации, как и ранее кандидатской, осуществлял Б. В. Князев — профессор, заведующий кафедрой социологии философского факультета МГУ. Примерно в это же время Зайцева выбирают членом президиума Советской социологической ассоциации. На состоявшемся 15-19 января 1991 года первом съезде Советской социологической ассоциации он становится вице-президентом по проблемам развития прикладных служб.
Социально-политические реформы в СССР привели и к появлению новых научных институтов, профессиональных объединений. 21—22 сентября 1989 на учредительной конференции было создано Российское общество социологов. А. К. Зайцев был одним из его активных организаторов. Так как конференцией было поддержано предложение председателя оргкомитета Н. И. Лапина о ежегодной ротации президентов Российского общества социологов, их избрании на этот пост на основании разработанной кандидатами тематической программы ежегодной конференции РОС, с последующим её проведением в городе, который представляет победивший кандидат (что требовало значительного времени), то сразу же были выбраны три президента общества на 1990, 1991 и 1992 годы. А. К. Зайцев предложил тему «Социальные напряжённости: причины, формы проявления, способы регулирования», которая получила необходимую поддержку и, таким образом, он уже в 1989 году был избран Президентом Российского общества социологов на 1991 год.
В процессе реализации данного исследовательского проекта в период с 1990 по 1992 год по инициативе А. К. Зайцева проведены десять научных семинаров и коллоквиумов (1990 г. — в Обнинске, Пензе, Харькове; 1991 г. — в Калуге, Обнинске, Чернигове; 1992 г. — в Калуге, Красноярске, Харькове, Чернигове). На этих семинарах формировался научный аппарат отечественной конфликтологии, анализировались позиции участников, отдельные стадии, структуры и способы разрешения конфликтов. В их работе принимали активное участие ведущие социологи страны: Ю. А. Барклянский, В. И. Герчиков, М. А. Гуревич, В. Р. Лащев, Б. И. Максимов, Ю. Л. Неймер, А. И. Пригожин, В. В. Щербина, Я. Л. Эйдельман и другие.
Пребывание А. К. Зайцева на посту Президента Российского общества социологов завершилось в январе 1992 года во время проведённой в Калуге III всероссийской конференции РОС. С 1993 по 2015 годы он занимал должность вице-президента Российского общества социологов, а также руководителя калужского регионального отделения общества.
В 1990 году на основе действовавших в КГПИ хозрасчётной социологической лаборатории и социологического кооператива «Потенциал» Зайцев организовал и возглавил Калужский институт социологии (через несколько лет переименован в Калужский институт социологии и консультирования — «КаИС-К»). Основными работниками института стали сотрудники кафедры философии и политэкономии КГПИ им. К. Э. Циолковского, ведущие калужские социологи, молодые специалисты, распределившиеся на работу в пединститут.
Калужский институт социологии тесно сотрудничал с зарубежными исследовательскими институтами и организациями в сфере управленческого консультирования. С 1992 года «КаИС-К» стал участником российско-голландско-бельгийского проекта «Мост», а также проекта «Школа», реализованного при поддержке министерства образования Российской Федерации.
В рамках этого проекта была организована «школа директоров школ», в которой в течение нескольких лет прошли обучение порядка 250 руководителей общеобразовательных учреждений со всей страны. Обучение велось совместно с голландскими специалистами профессором Э. Марксом, доктор Л. де Калувэ и рядом других. Кроме того, во французском Орлеане для группы российских педагогов командой отечественных, французских и голландских экспертов проведена консультация в формате малтилога. Опыт изучения французской системы образования изложен в книге: «Система среднего образования Франции».
Проект «Мост» ориентировался на установление контактов между российскими и европейскими учёными в области консультирования. Особенно плодотворным стало сотрудничество с профессором Амстердамского университета В. Мастенбруком, профессором университета Утрехта Э. Марксом, профессором университета Гронингена Э. ван де Флиртом. Калужским институтом социологии и консультирования ряд их работ впервые переведён на русский язык и издан в качестве монографий или статей журнала «Социальный конфликт», расширив доступный для российских специалистов современный научный материал по конфликтологии и социологии.
Благодаря сложившимся международным контактам для сотрудников «КаИС-К» было проведено более десятка специализированных тренингов по управленческому консультированию и конфликтологии с участием ведущих зарубежных экспертов, организованы индивидуальные стажировки в Голландию и Францию.
Также в Неймегенском университете Зайцевым был прочитан и издан курс лекций по методу управленческого консультирования — «малтилог».
Возглавляемый А. К. Зайцевым «КаИС-К» совместно с Академией народного хозяйства при Правительстве Российской Федерации (в лице профессора А. И. Пригожина), начиная с 1991 года провели в Калуге десять международных научно-практических конференций исследователей и консультантов (чтения «Проблемы социального конфликта»). Конференции позволяли обеспечивать диалог по проблемам конфликтологии между участвовавшими в них российскими и зарубежными учёными из США, Голландии, Израиля, ФРГ, ЮАР, Франции, Бельгии, Польши, стран СНГ.
С 1992 года Зайцевым регулярно организовывались школы конфликтологов. Обучение велось в течение месяца в форме деловых и ролевых игр. Всего состоялось 12 таких школ. Их выпускниками стали более 300 человек из России, Казахстана, Украины, Молдавии, Грузии.
В период экономического коллапса 90-х годов на большинстве российских заводов были ликвидированы социологические службы. Ответом на существовавшие у предприятий и организаций запросы на социологические услуги и знания, при отсутствии возможности содержать в штате специальный отдел, стало развитие рынка консультационных услуг. А. К. Зайцев на базе «КаИС-К» формирует собственную школу управленческого консультирования. Калужским институтом социологии и консультирования проводилось обучающее консультирование менеджмента и персонала ряда предприятий по проблемам конфликтологии, организации эффективного управления, в том числе за счёт разработки технологий «взрывного» развития, самообучающихся организаций. Отдельным направлением работы института являлось политическое консультирование, в том числе во время избирательных кампаний.
Ещё одной значимой темой для социологических исследований «КаИС-К» в начале 90-х годов был мониторинг социальных проблем, связанных с радиоэкологической обстановкой в России, а также исследования в рамках федеральной программы «Дети Чернобыля». Опросы проводились в районах России, Украины и Белоруссии, пострадавших от аварии на Чернобыльской АЭС, иных регионов имевших проблемы с радиологической обстановкой — на Урале, Алтае, в Томской области. Всего состоялось более 70 исследований по этой тематике, в том числе в сотрудничестве с американскими экологами.
В 1991—2002 годах был вице-президентом Ассоциации консультантов по управлению организаций России.
С 1994 по 2004 год Зайцев являлся главным редактором издаваемого «КаИС-К» журнала «Социальный конфликт» (вышло 40 номеров).
В 1994—1995 гг. — член Совета по социальной политике при Президенте Российской Федерации. В состав Совета включён по инициативе Э. А. Памфиловой, дважды избиравшейся депутатом Государственной Думы Российской Федерации от Калужской области в 1993 и 1995 годах.
В конце 90-х годов — начале 2000-х Зайцев фокусируется на вопросах философии. При этом разрабатывает собственную концепцию, в которой значительную роль играют эзотерические знания. Основные идеи изложены в работах Зайцева этого времени. В философии он видит не только способ познания мира, но и средство его преображения, по сути, подчеркивая её практическую значимость и возможности. В основе преображения лежит состояние сознания людей. Вследствие этого, Зайцев организует множество тренингов духовно-личностного роста «Гармоника», открытых для всех желающих, проводя их не только в Калужской области, но и по всей Российской Федерации.

## Научные и философские взгляды

### Вклад в развитие отечественной социологии
А. К. Зайцев внёс значительный вклад в развитие «заводской социологии» в СССР. За время работы на КамАЗе ему удалось выстроить практически-ориентированную систему социологических исследований, доказав эффективность науки в прикладном аспекте.
Отделом социологических исследований КамАЗа под руководством Зайцева были разработаны и реализованы на практике:
1. Система планов социального развития всех основных 65 подразделений объединения «КамАЗ» с автоматизированной системой контроля и комплексным прогнозированием.
2. Различные социальные программы и технологии, направленные на изменения в организации в сфере управления персоналом, объединённые под условным названием «система стабилизации кадров», в том числе социальные технологии адаптации молодых работников на предприятии.
3. Проведение на постоянной основе социологических исследований, как в виде мониторинга, так и анализа конкретных проблем. За период с 1977 по 1984 год их было более 120.
4. Издание один-два раза в месяц внутреннего реферативного журнала «Социальные проблемы КамАЗа» для ведущих руководителей объединения (вышло более 100 номеров).
5. Организация уникального для того времени центра обработки данных социологических исследований на ПЭВМ.
6. Организация в филиале отраслевого института подготовки кадров систематического обучения руководителей, начиная с бригадиров и заканчивая директоратом. В Набережных Челнах на базе университета марксизма-ленинизма был создан один из немногих в стране социологических факультетов, через который прошли сотни слушателей[25].

Концепция заводской социологии А. К. Зайцева в разных модификациях получила широкое применение с конца 70-х — начала 80-х годов. В ряде отраслей её реализация привела к созданию многоуровневых социологических служб с центром в министерствах. Идеи Зайцева нашли отражение в «Типовом положении о службе социального развития предприятия, организации, министерств», утверждённом в 1986 году Государственным комитетом СССР по труду и социальным вопросам, Президиумом Академии наук СССР и секретариатом всесоюзного центрального совета профессиональных союзов. На основе практической работы Зайцева, обобщённой в его научных публикациях и монографиях, равно как и ряда иных заводских социологов, принимались решения прикладного характера в области организации производства и вырабатывались рекомендации по методике их социологического исследования, в том числе Институтом социологических исследований АН СССР.
Как отмечают специалисты, важным научно-практическим достижением А. К. Зайцева стало создание социальных технологий, а также трансформация средств проведения исследования в стандартизированные алгоритмы получения информации.

### Вклад в развитие отечественной конфликтологии
Интерес к конфликтологии у Зайцева являлся естественным продолжением деятельности социолога-практика на предприятии, ежедневно сталкивающегося с разнообразными конфликтами. Однако, официально в советском обществе социальных конфликтов (в отличие от межличностных) не существовало. А. К. Зайцев в изданной впоследствии монографии обобщил свой практический опыт изучения организационных конфликтов на предприятиях, их природу, функции, формы, последствия и технологии преодоления.
Однако, как отмечал сам Зайцев «степень научной изученности темы в отечественной литературе характеризовалась на 1990 год примерно 120—130 различными источниками, в том числе 1 (одной!) монографией». В то же время в зарубежной науке всем видам конфликтов уделялось значительное внимание. Для изучения проблем, связанных с конфликтом А. К. Зайцев предпринял несколько стажировок в США и Западную Европу, результатом которых стала не только монография «Социальный конфликт», в которой впервые для российского читателя были систематизированы существовавшие подходы к конфликтологической тематике, расширены представления о научных школах, но также перевод и издание Калужским институтом социологии и консультирования ряда монографий и статей в журнале «Социальный конфликт».
Опыт управленческого консультирования, а также работы в качестве социолога на крупных промышленных предприятиях сформировали у А. К. Зайцева убеждение об игровых методиках как наиболее эффективных при решении практических проблем, конфликтов, проведении обучения. В своей работе в качестве консультанта А. К. Зайцевым на многих тренингах были реализованы эти идеи и позволили ему сформировать новый метод обучения и консультирования — «малтилог». Под малтилогом он понимал «систему взаимосвязанных процедур и техник (технологий) по организации интенсивного (скорее, сверхинтенсивного) общения большой группы людей». При этом особое внимание уделялось энергетическому обмену этих групп, «сконцентрировавших своё мышление на решении стоящих перед ними и социумом задач во имя собственного совершенствования в гармониях космического сознания». Основы метода изложены Зайцевым в своей книге «Малтилог».

### Философские взгляды Зайцева
На проводившихся семинарах, деловых играх и сеансах малтилога Зайцев регулярно наблюдал явления координированного взаимодействия людей на уровне психоэнергетики, телепатии, достижения точного взаимопонимания между участниками мероприятий, говорившими на разных языках и т. п. С его точки зрения подобное не могло быть объяснено наукой, основывающейся на принципах уже существующих парадигм — классической, неклассической и постнеклассической. Для формирования научной методологии, позволяющей адекватно изучить и объяснить данные явления, Зайцев вернулся к активному рассмотрению философских проблем, а также начал интересоваться эзотерическими концепциями. В конечном итоге, он сформулировал свою собственную философскую систему — «философию космического сознания», являющуюся синтезом традиционной философии, психологии, социологии и эзотерики. 
«Философия нуждается в изменениях. И суть этих изменений — возврат к человеку, его потребностям в условиях жизни на Земле, преодоление тех барьеров, что настроены наукой, религиями, государственными укладами, обыденными привычками. Одним словом — освобождение человека во имя творчества». 
«Есть философии, объясняющие внешний для человека мир. Есть философии, открывающие для человека самого себя. Философия космического сознания позволяет сделать и то, и другое, ибо закон подобия присущ Космосу, в котором господствует сознание».
При этом развивая свои взгляды, он пришёл к выводу о формировании новых парадигм в развитии науки сначала постпостнеклассического, затем творения и творчества.
Постпостнеклассическая парадигма, по мнению Зайцева, характеризуется следующими основными чертами:
- Субъект, в том числе исследователь, определяет собственную реальность.
- Сознание организует реальность.
- Реальность монистична, а исследовать её можно как с точки зрения вещества (материи), так и сознания.
- Реальность поливалентна и может быть изучаема многофокусно.
- Научный результат — это некое совокупное представление реальности, обладающей любой теоретичностью или любой системой логик.
- Доказательство научности основано на повторяемости событий в рамках вероятностных представлений реальности.
- Проверяемость научного результата может быть групповой и может быть индивидуальной.
- Этика — способ экологичного освоения реальности. Неэтичное не является предметом исследования именно в силу своей неэтичности.

В философии, по мнению Зайцева, эту точку зрения развивали интуитивисты, а также представители субъективной философии.
Парадигма творения связана с появлением в науке идей современного креационизма. В её основе лежит утверждение, что реальность — это результат организации человеком своего мышления в пространстве Любви-Ненависти. Таким образом, реальность является самоорганизующим взаимодействием субъектов, в том числе и в науке.
Парадигма определяется тремя ключевыми идеями:
- Творение есть спонтанное проявление мысли.
- Результат творения рефлексируется и ментализируется логически.
- Наблюдения результата творения и его визуализация осуществляются во многомерности реальности и нуждаются в ментальном согласовании[2].

Формирование общества и философии, основанных на идеях и принципах философии космического сознания (построение новой этики, развитии творческого потенциала человека, экологизации сознания людей, синтеза научного и религиозного знания) позволят, по мнению Зайцева, не просто выстроить новую систему общественных и государственных отношений, а перейти к новому типу цивилизации.

## Преподавательская деятельность
Зайцев являлся членом диссертационных советов по защите докторских и кандидатских диссертаций по философии и педагогике. А.К. Зайцев — научный руководитель ряда защитившихся аспирантов и соискателей. Являлся организатором международных и российский научных конференций.

### Преподавание социологии
В связи с получением КГПИ им. К. Э. Циолковского статуса университета и расширения направлений подготовки студентов, в течение порядка 10 лет, с начала 1990-х по начало 2000-х на историческом факультете студенты помимо основной специальности — учитель истории, начиная с 4 курса имели возможность получить дополнительную. Одной из специализаций являлась социология. На специализацию выделялось около 1500—1600 учебных часов. При обучении активно использовалась площадка Калужского института социологии и консультирования, а многие выпускники специализации после университета начав работать в КаИС-К, впоследствии стали профессиональными социологами, либо консультантами в сфере управления.

### Преподавание конфликтологии
А. К. Зайцевым был внедрён в программы обучения студентов разных специализаций Калужского государственного педагогического университета им. К. Э. Циолковского курс «Конфликтология». Основываясь на опыте практического консультирования руководителей и сотрудников по проблемам конфликтологии, А. К. Зайцев сделал одним из основных методов обучения деловые игры. В продолжение данного подхода к обучению конфликтологии им был разработан спецкурс «Малтилог».
После того, как данные курсы закрепились в учебных планах факультетов, их стали вести и другие преподаватели кафедры философии и социологии университета.

### Преподавание философии
В качестве главной цели преподавания философии Зайцев видел не столько изучение студентами различных школ и идей (эта задача подразумевалась сама собой), а приобретение ими навыка к философствованию. Исходя из этого, был построен и процесс обучения, в котором традиционные лекции сменялись написанием коротких письменных работ в форме эссе на выбранную студентами тему либо проблему, а также семинары, основным методом обучения на которых был разработанный Зайцевым малтилог. Отдельную роль в процессе обучения А. К. Зайцев отводил созданному им спецкурсу «Философия творчества». Главной целью курса являлось развитие способностей студентов к личному творчеству.

## Основные научные и философские работы
- «Планирование социального развития коллектива». Тула, Приокское книжное издательство, 1976;
- «Социологическая служба производственного объединения: опыт КамАЗа». Москва, Экономика, 1982;
- «Социолог на предприятии. Пособие практику». Калуга, Калужский институт социологии, 1993;
- «Социальный конфликт на предприятии». Калуга, Калужский институт социологии, 1993;
- «Социальный конфликт». Москва, Academia, 2001;
- «Философия космического сознания». Калуга, Эйдос, 2001;
- «Малтилог». Москва, Academia, 2002;
- «Социология космического бытия человека». Калуга, Эйдос, 2003;
- «Философия ведической цивилизации». Калуга, Эйдос, 2005;
- «Государство аграрно-информационной экоцивилизации». Калуга, Эйдос, 2009;
- «Философия». Калуга, Эйдос, 2012.

## Почётные награды и звания
- Почётная грамота министерства образования и науки Российской Федерации (2006)[20];
- Заслуженный деятель Российского общества социологов (2012)[38];
- Почётный член Российского общества социологов;